# Tricyphona arthuriana
Tricyphona (Tricyphona) arthuriana là một loài ruồi trong họ Pediciidae. Chúng phân bố ở vùng sinh thái Australia.